# Доктор-Мора (муниципалитет)
Доктор-Мора (исп. Doctor Mora) — муниципалитет в Мексике, штат Гуанахуато, с административным центром в одноимённом городе. Численность населения, по данным переписи 2010 года, составила 23 324 человека.

## Общие сведения
Название Doctor Mora было дано в честь доктора Хосе Марии Луиса Мора (es) — реформатора в области образования.
Площадь муниципалитета равна 231 км², что составляет 0,75 % от общей площади штата. Он граничит с другими муниципалитетами штата Гуанахуато: на северо-востоке с Викторией, на юго-востоке с Тьерра-Бланкой, на юге с Сан-Хосе-Итурбиде, и на северо-западе с Сан-Луис-де-ла-Пасом.

## Учреждение и состав
Муниципалитет был образован в 1949 году, в его состав входит 75 населённых пунктов, самые крупные из которых:
| Код INEGI | Населённый пункт                                                              | Численность населения (2005 год) | Численность населения (2010 год) |
| --------- | ----------------------------------------------------------------------------- | -------------------------------- | -------------------------------- |
| 013       | Всего                                                                         | 21304                            | 23324                            |
| 0001      | Доктор-Мора (исп. Doctor Mora) (административный центр)                       | 4701                             | 5140                             |
| 0026      | Лома-де-Буенависта (исп. Loma de Buenavista) 21°10′44″ с. ш. 100°20′43″ з. д. | 785                              | 854                              |
| 0034      | Ла-Нория (исп. La Noria) 21°07′09″ с. ш. 100°23′02″ з. д.                     | 760                              | 843                              |
| 0056      | Сан-Рафаэль (исп. San Rafael) 21°07′50″ с. ш. 100°21′16″ з. д.                | 656                              | 702                              |
| 0007      | Бегониа (исп. Ejido Begoña) 21°07′19″ с. ш. 100°23′19″ з. д.                  | 582                              | 676                              |

## Экономика
По статистическим данным 2000 года, работоспособное население занято по секторам экономики в следующих пропорциях: сельское хозяйство, скотоводство и рыбная ловля — 35,8 %, промышленность и строительство — 24,6 %, сфера обслуживания и туризма — 34,7 %, прочее — 4,9 %.

## Инфраструктура
По статистическим данным 2010 года, инфраструктура развита следующим образом:
- электрификация: 96,2 %;
- водоснабжение: 99,2 %;
- водоотведение: 78,7 %.

## Фотографии

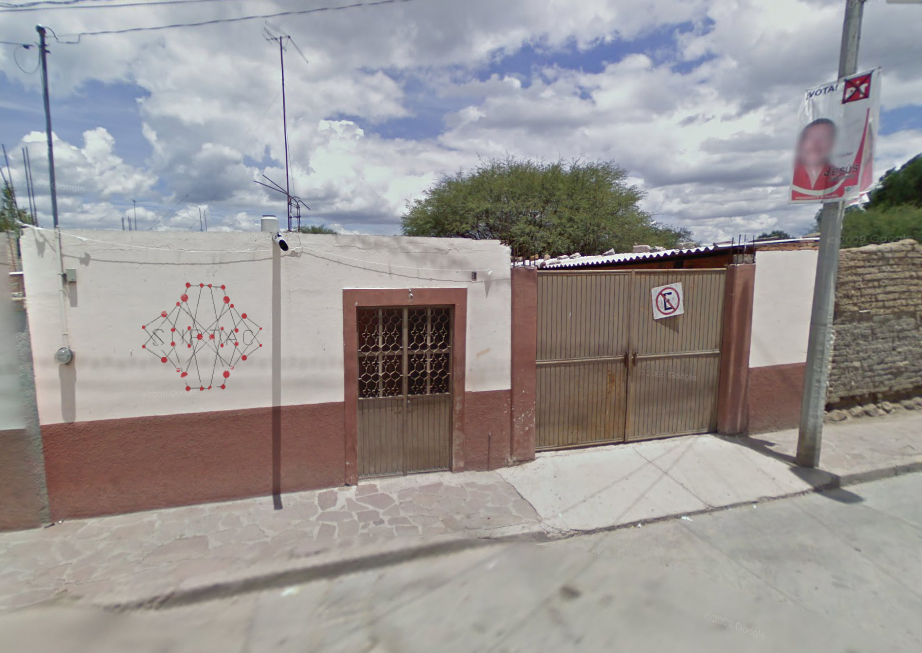
Небольшой дом в Доктор-Мора